# Djelloul Ben Lakhdar
Djelloul Ben Lakhdar (famille Ferhat), dit le Khalifa Djelloul, né en 1856 à Laghouat (Algérie) et mort le 19 janvier 1940 à Alger, est une des plus grandes figures du monde musulman algérien  durant l'Algérie française.
Chef de la confédération des Larbaa de Laghouat, il est le premier Algérien musulman à être élevé à la dignité de grand-croix de la Légion d'honneur au cours du XXe siècle, décoré le 14 juillet 1928 à Paris par le président Gaston Doumergue.

## Biographie

### Famille

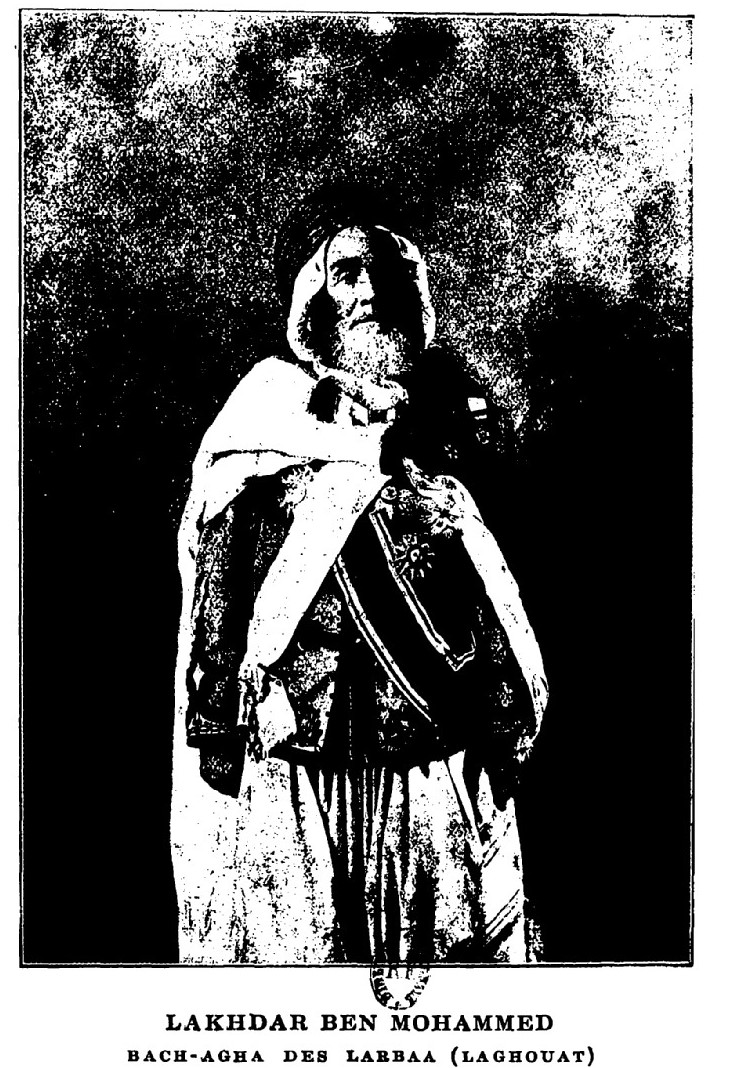
Lakhdar ben Mohammed (1836-1914), bachagha des Larbaa (Laghouat)

Il est le fils aîné des six fils de Lakhdar ben Mohammed ben Tayeb (famille Ferhat), bachagha, grand officier de la Légion d'honneur, né en 1836 et décédé le 28 avril 1914, et de Messaouda bent Yahia.
Sa famille appartient à la tribu des Maamra, l’un des quatre groupements d’origine de la confédération des Larbaa, de la région de Laghouat (Territoires du Sud de l'Algérie française). Son père Lakhdar ben Mohammed (1836-1914), est nommé caïd des Maamra en 1870, puis agha des Larbaa en 1875.
Lakhdar fut notamment désigné pour faire partie de l'escorte d'honneur du tsar Nicolas II de Russie lors de son voyage en France en 1896,.
Deux des fils de Djelloul ont également été élevés à la dignité de grand-croix de la Légion d'honneur. Son fils Belkacem, bachagha, élevé à la dignité de grand-croix par décret du 12 juillet 1945 et son fils cadet, Dehilis (1877-8 novembre 1945), bachagha en 1930, qui succède à son père en 1940, comme chef de la confédération des Larbaa, élevé à la dignité de grand-croix par décret du 13 juillet 1945,
. Tous deux sont décorés par le général de Gaulle le 14 juillet 1945. Son petit-fils, Mahroun (1901-1968), élevé à la dignité de grand officier dans cet ordre le 10 novembre 1948, sera également sénateur d'Alger de 1951 à 1958 durant la Quatrième République.

### Carrière

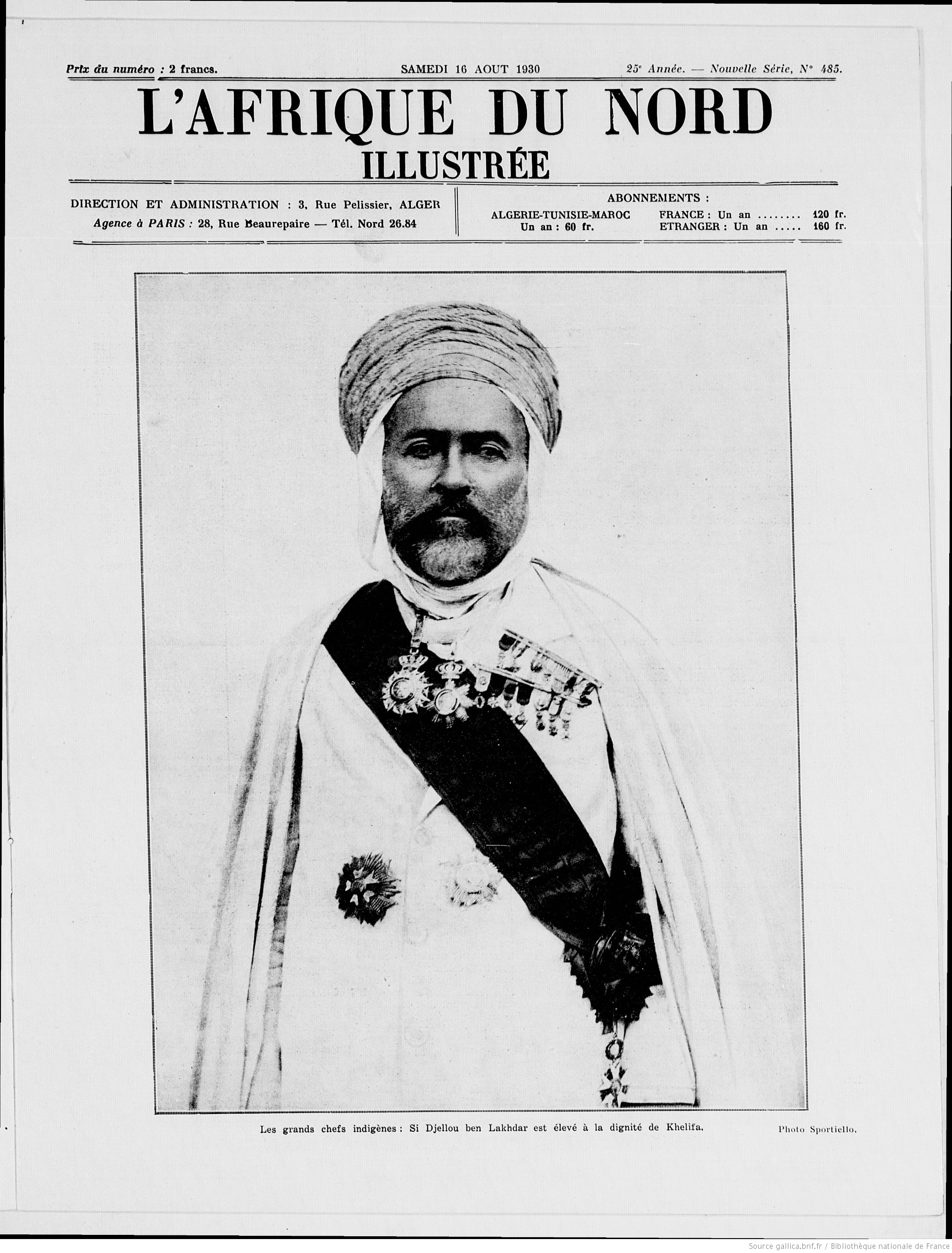
Une du 16 août 1930 de l'Afrique du Nord Illustrée. Djelloul Ben Lakhdar est élevé à la dignité de Khalifa.

Djelloul est nommé caîd de la tribu des Mekhalif Lazreg le 10 février 1891, il a été décoré chevalier de la Légion d'honneur puis nommé agha des Larbaa en 1913, à la mort de son père en 1914, il lui succède dans le commandement de la Confédération des Larbaa.
Pendant la Première guerre mondiale il parvient à décider de nombreux algériens de son commandement, parmi lesquels se trouvaient de proches parents, dont son fils Belkacem, à s'engager pour combattre au côté de la France, notamment au sein du régiment de spahis auxiliaires algériens. Il se rend en personne sur le front des Flandres pour motiver ses hommes,. En février 1915, il rend visite aux blessés musulmans de l'hôpital complémentaire du Val-de-Grâce à Paris.
Après la guerre, nommé bachagha en 1919, il s'intéresse à tous les problèmes économiques en vue d'augmenter le bien-être de ses tribus, en particulier à l'élevage, source essentielle de leurs moyens d'existence, et obtient de très bons résultats.
Le bachaga Djelloul devient le chef de la famille des ben Ferhat, en même temps que le chef de la branche des Lakhdar, « noble lignée qui jouit dans le Sud-Algérien comme dans le Tell d'un ascendant moral et d'un prestige incontestés ».
Le 14 juillet 1928 à Paris, il est élevé à la dignité de grand-croix de la Légion d'honneur par le président Gaston Doumergue. Il est le premier Algérien musulman à recevoir cette distinction au cours du XXe siècle.
Lors de la visite du président Doumergue en Algérie pour le Centenaire de l'Algérie en mai 1930, Djelloul présente au Président de la République les principaux chefs algériens musulmans et, en leur nom, offre au Président le traditionnel cheval de Gada . Le général Descoins qui commandait la brigade de cavaliers de Djelloul durant la campagne du Maroc en 1925, lui rend hommage à l'occasion de cet événement :« Nul n'était plus qualifié que lui pour symboliser l'âme de l'Algérie musulmane. Par l'élévation de ses sentiments, la dignité de son caractère, l'indéniable autorité qu'il possède sur ses coreligionnaires, son âge, ses services de guerre et enfin par sa grande origine familiale, il se tient incontestablement au premier rang dans cette Algérie musulmane qu'il a si brillamment représentée ».
En août 1930, il reçoit des mains de Pierre Bordes, gouverneur général de l'Algérie, le titre de « khalifa », titre rétabli spécialement pour lui.
Le gouvernement le décore par la suite de la médaille militaire, « pour couronner sa belle carrière et donner à ce grand chef un vibrant témoignage de la haute estime dans laquelle il le tenait » et qui « récompense justement le plus ancien et le plus valeureux goumier de l'Algérie ».
Il est invité plusieurs fois au palais de l'Élysée, notamment par le président Albert Lebrun le 2 septembre 1933 puis le 13 juillet 1939.
En janvier 1939, lors du voyage d'Édouard Daladier en Algérie, Djelloul, monté sur un cheval blanc, accompagne aux côtés de son ami le général Catroux et du cheik Si Bouaziz ben M'hamed ben Gana le cortège officiel,.
En septembre 1939, lorsque la Seconde Guerre mondiale éclate, il écrit à Georges Lebeau, le gouverneur général de l'Algérie, une lettre où il affirme que la France peut compter sur la « fidélité de ses tribus prêtes à marcher, comme en 1914, contre l'ennemi commun »  et où il exprime son entière confiance dans la victoire finale.
Selon Georges Hirtz, administrateur de Laghouat dans les années 40, le Khalifat Djelloul était un personnage puissant, pouvant « faire sauter » les officiers ou les administrateurs « qu'il croyait hostiles à ses intérêts ou à ses vues », mais il était toujours disponible pour « mobiliser ses goums de remarquables cavaliers et à en prendre lui-même le commandement pour toutes les expéditions militaires ».
De nombreuses personnalités politiques françaises ou étrangères lui rendirent visite dans sa propriété de Milok au cours de leur séjour en Algérie, telles Robert Nivelle en avril 1919, Albert Ier, roi des Belges, et son épouse Élisabeth, en septembre 1921 ou encore Charlotte, grande-duchesse de Luxembourg et son époux le prince de Luxembourg en août 1926.
Agé de 84 ans, il meurt à Alger le 19 janvier 1940.

## Hommages
Grande figure du monde musulman algérien durant l'Algérie française, « premier des chefs indigènes d’Algérie », de nombreux hommages lui sont rendus après sa mort. Les condoléances des personnalités politiques les plus importantes de la métropole, d'Albert Lebrun, de Camille Chautemps, du général Maurice Gamelin etc se joignent à  celles des plus hautes autorités militaires et civiles d’Algérie.
Albert Sarraut, ministre de l'Intérieur, adresse au gouverneur général de l'Algérie le télégramme suivant : « J'apprends avec émotion le décès du Khalifa Djelloul. Je vous prie d'être mon interprète auprès des fils de la famille du disparu pour les assurer de la part très grande que le Gouvernement et moi prenons à leur deuil et du souvenir fidèle qui sera gardé du chef respecté dont les preuves d'attachement à la Mère Patrie se sont si hautement et si souvent manifestées. ».
Le général Catroux, gouverneur général de l’Indochine, ami personnel de Djelloul, exprime ses condoléances   au gouverneur général de l'Algérie dans les termes suivants : « Je tiens à vous dire, au moment où vient de mourir le Khalifa Djelloul, le beau souvenir que je garde de ce grand et fidèle chef indigène qui était mon ami. ».
Les plus grands quotidiens français d'alors, Paris-Soir, Le Petit Parisien, Le Journal, Le Matin, Le Petit Journal  etc lui rendent également hommage :
« Un grand ami de la France, le khalifat des Larbaa vient de mourir. Si Djelloul ben Lakhdar, calife des Larbaa, vient de mourir. Avec lui disparaît une des plus grandes figures du monde musulman algérien. Grand-croix de la Légion d'honneur, titulaire de la Médaille militaire et de la Croix de guerre, le calife Djelloul était un beau et noble guerrier et laisse le plus bel exemple de droiture et de dévouement à la France. »
— Paris-Soir, 21 janvier 1940.

## Portrait
Georges Hirtz (1911-2014), dresse le portrait suivant du khalifa Djelloul « Sa tenue vestimentaire, le style de ses réceptions, l'éducation qu'il donnait à ses enfants, étaient tendus vers l'affirmation d'une personnalité originale, quelque peu surannée et d'allure militaire. Sa barbe rousse, son profil d'aigle, ses guennour légendaires, ses burnous pastel, ses faucons, la classe de ses chevaux, son extraordinaire demeure du Milok, étaient célèbres dans toute l'Algérie. Il était l'un des hôtes les plus remarqués du Palais d'Eté, et le gouverneur général ne manquait jamais d'accepter son hospitalité à ses passages dans le Sud. Il ne se privait pas non plus de lui demander de traiter à Laghouat, au caravansérail de Tilrempt ou au Milok ses amis comme ses invités officiels. »

## Distinctions

### Décorations françaises

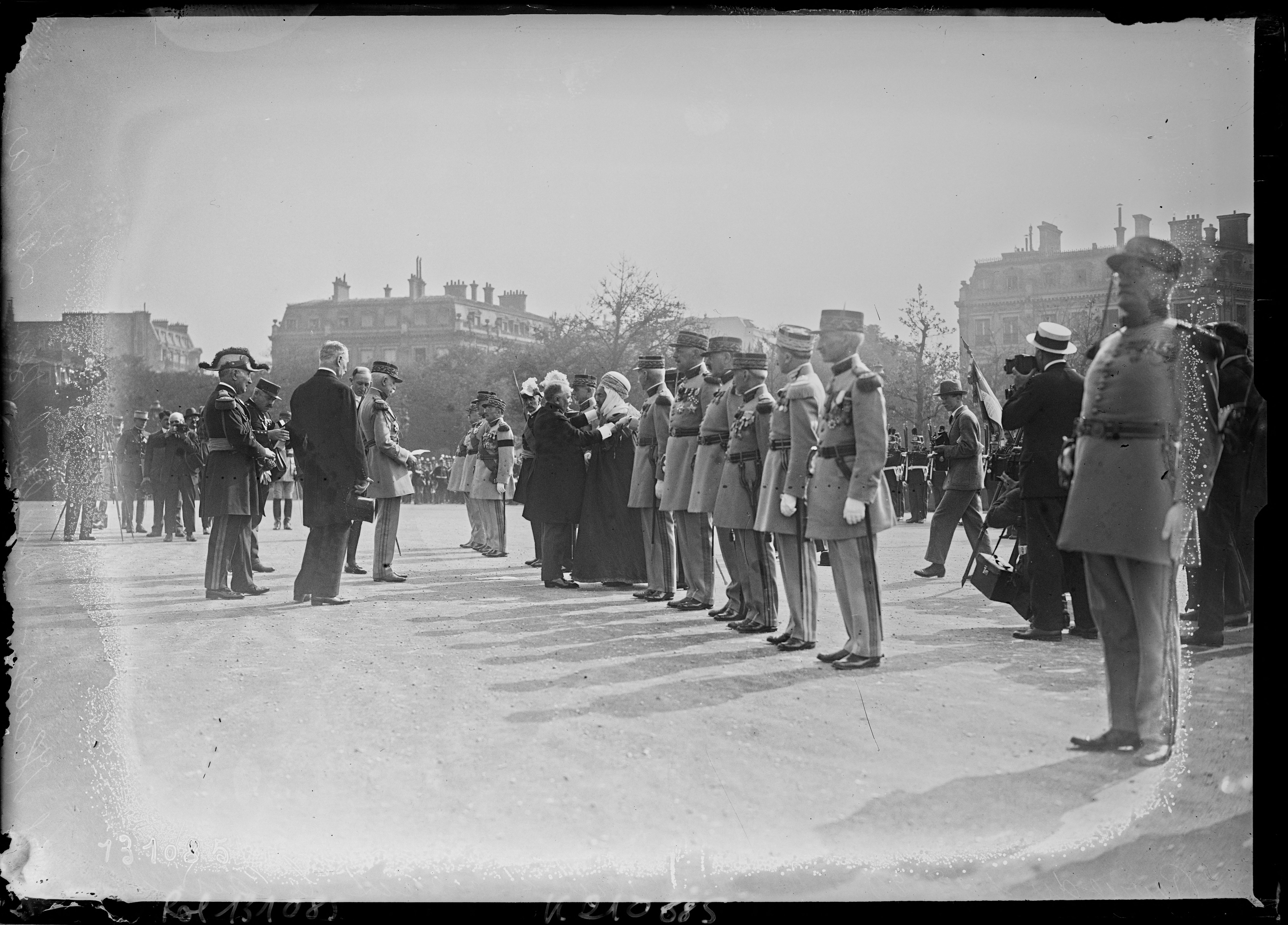
Remise de la médaille de grand-croix de la Légion d'honneur à Djelloul ben Lakhdar par le président Gaston Doumergue à Paris le 14 juillet 1928.

- Médaille militaire[31]
- Grand-croix de la Légion d'honneur le 12 juillet 1928[2],[4]
  -  Grand officier de la Légion d'honneur  le 2 août 1919[4]
  -  Commandeur de la Légion d'honneur le 12 juillet 1906[4]
  -  Officier de la Légion d'honneur en 1900[4]
  -  Chevalier de la Légion d'honneur  le 22 avril 1891[4],[12]
- Croix de guerre 1914–1918 (1 citation)[31]
- Croix de guerre des Théâtres d'opérations extérieurs (1 citation), Guerre du Rif[31]
- Croix du combattant (1929)[31]
- Commandeur de l'ordre du Mérite agricole[31]
- Médaille commémorative du Maroc[31]
- Médaille de la Paix du Maroc (Espagne)[31]
- Médaille d’or de Sauvetage[31]

### Décorations étrangères
- Grand officier de l'ordre de la Couronne (Belgique)[31]
- Officier du Nichan Iftikhar (Tunisie)[31]
- Commandeur de l'Étoile noire (Bénin)[31]
- Commandeur de l'Ordre du Nichan el Anouar[31]

### Ouvrages
- Jeanne et André Brochier, Livre d'or de l'Algérie - dictionnaire des personnalités passées et contemporaines, Baconnier frères, 1937, notice biographique en p.132
- Georges Hirtz, L'administrateur des services civils dans l'Algérie des hauts plateaux et des territoires du Sud, Esmenjaud, 1983
- Gilbert Meynier, L'Algérie révélée, Droz, 1981, pp.206, 271, 330, 657, 672
- Jean Mélia, L’Algérie et la guerre, Plon, 1918. Prix Montyon 1918 de l'Académie française[32].

#### Sur latribu des Laarbaet la famille de Djelloul Ben Lakhdar
- « La tribu des Larbaa » in Renseignements coloniaux et documents publiés par le Comité de l'Afrique française, Comité de l'Afrique française, janvier 1931, pp.11-13
- Manuel Bugeja, « Les Ben Ferhat. Une famille de grande tente » in Bulletin de la société de géographie d'Alger et de l'Afrique du nord, 1915, n° 20 pp.74-113

### Articles de presse
- « Le khalifa Djelloul grand chef militaire politique religieux des indigènes d'Algérie » par Léon Groc  dans Le Petit Parisien, n° 22598, 13 janvier 1939, lire en ligne

#### Élévation à la dignité de grand-croix de la Légion d'honneur
- « Un grand chef algérien ami de la France grand-croix de la Légion d'honneur » dans Le Petit Parisien, 13 juillet 1928, lire en ligne

- « La revue du 14 juillet à Paris, Le président de la république remettra la Grand'Croix de la Légion d'honneur à Si El Hadj Djelloul ben Lakhdar » dans L'Écho d'Alger : journal républicain du matin, 13 juillet 1928, lire en ligne

- « Le 14 juillet à Paris : revue, remise de décorations et défilé - L'un des nouveaux décorés : le bachagha des Larbaa » dans La Croix, 15 juillet 1928, pp.1-2

#### Élévation à la dignité de Khalifa
- « Les grands chefs indigènes : si Djelloul ben Lakhdar est élevé à la dignité de Khalifa » dans L'Afrique du Nord illustrée : journal hebdomadaire d'actualités nord-africaines : Algérie, Tunisie, Maroc, 16 août 1930, pp.1-3

#### Mort du Khalifa
- « Un grand serviteur de la France est mort - Si Djelloul ben Lakhdar khalifa des Larbaa » dans Le Petit Journal, 21 janvier 1940, pp.1-3

- « Si Djelloul ben Lakhdar, Khalifa des Larbâa, le plus valeureux goumier de l'Algérie » dans Le Monde colonial illustré : revue mensuelle, commerciale, économique, financière et de défense des intérêts coloniaux, mars 1940, p.67

- « Le Khalifa Djelloul est mort » dans L'Écho d'Alger : journal républicain du matin, 20 janvier 1940, pp.1-2

- « Mort du Khalifa des Laarba Si Djelloul ben Lakhdar » dans Excelsior, 21 janvier 1940, pp.1-2

- « La mort du Khalifa Djelloul » dans L'Afrique française : bulletin mensuel du Comité de l'Afrique française et du Comité du Maroc, janvier 1940, pp.55-56

- « Après la mort du Khalifat Djelloul, les condoléances de M. Lebrun » dans L'Ouest-Éclair, 22 janvier 1940, p.1

#### Vidéos
- Le voyage du Président Doumergue en Algérie en mai 1930. Fox Movietone News Collection. On peut y voir Djelloul Ben Lakhdar qui remet au  Président Doumergue un cheval blanc (3:00) puis qui lui présente les principaux chefs algériens musulmans (10:45).

### Autorités
- Ressource relative à la vie publique :   - base Léonore
- Notices d'autorité :   - VIAF
  - BnF (données)